# 존 케이식
존 리처드 케이식(영어: John Richard Kasich, 1952년 5월 13일 ~ )은 미국의 정치인이다. 오하이오주에서 주로 일했으며 2010년, 2014년 주지사 선거에서 승리해 오하이오 주지사를 맡았다.

## 역대 선거 결과
| 선거명      | 직책명                         | 대수  | 정당   | 득표율 | 득표수      | 결과 | 당락                     |
| ----------- | ------------------------------ | ----- | ------ | ------ | ----------- | ---- | ------------------------ |
| 1982년 선거 | 하원의원 (오하이오 제12선거구) | 98대  | 공화당 | 50.47% | 88,335표    | 1위  | 오하이오주 하원의원 당선 |
| 1984년 선거 | 하원의원 (오하이오 제12선거구) | 99대  | 공화당 | 69.54% | 148,899표   | 1위  | 오하이오주 하원의원 당선 |
| 1986년 선거 | 하원의원 (오하이오 제12선거구) | 100대 | 공화당 | 73.40% | 117,905표   | 1위  | 오하이오주 하원의원 당선 |
| 1988년 선거 | 하원의원 (오하이오 제12선거구) | 101대 | 공화당 | 80.14% | 204,892표   | 1위  | 오하이오주 하원의원 당선 |
| 1990년 선거 | 하원의원 (오하이오 제12선거구) | 102대 | 공화당 | 71.99% | 130,495표   | 1위  | 오하이오주 하원의원 당선 |
| 1992년 선거 | 하원의원 (오하이오 제12선거구) | 103대 | 공화당 | 71.24% | 170,297표   | 1위  | 오하이오주 하원의원 당선 |
| 1994년 선거 | 하원의원 (오하이오 제12선거구) | 104대 | 공화당 | 66.50% | 114,608표   | 1위  | 오하이오주 하원의원 당선 |
| 1996년 선거 | 하원의원 (오하이오 제12선거구) | 105대 | 공화당 | 63.88% | 151,667표   | 1위  | 오하이오주 하원의원 당선 |
| 1998년 선거 | 하원의원 (오하이오 제12선거구) | 106대 | 공화당 | 67.17% | 124,197표   | 1위  | 오하이오주 하원의원 당선 |
| 2010년 선거 | 오하이오 주지사                | 69대  | 공화당 | 49.04% | 1,889,186표 | 1위  | 오하이오 주지사 당선     |
| 2014년 선거 | 오하이오 주지사                | 69대  | 공화당 | 63.64% | 1,944,848표 | 1위  | 오하이오 주지사 당선     |